# Magnificent Seven (Port of Spain)
Die Magnificent Seven sind ein aus sieben zu Beginn des 20. Jahrhunderts erbauten Gebäuden bestehendes Ensemble in der trinidadischen Hauptstadt Port of Spain.

## Allgemeines
Die Gebäude befinden sich im Stadtteil St. Clair. Sie wurden entlang der Maraval Road erbaut, die unmittelbar an die Queen’s Park Savannah grenzt, einen Park und die größte freie Fläche innerhalb Port of Spains. Ursprünglich befand sich an der Stelle des heutigen Gebäudeensembles ein staatlicher Milchviehbetrieb, der aber 1899 nach Valsayn verlegt wurde. Da die Queen’s Park Savannah bereits seit etwa 1830 als größter Stadtpark Port of Spains fungierte, stellte insbesondere der an die Savannah angrenzende Teil des freiwerdenden Geländes ein attraktives Baugebiet dar. 1902 wurden an dieser Stelle sieben Baugrundstücke parzelliert, von denen sich die Stadtverwaltung drei für öffentliche Bauten reservierte, die anderen vier wurden versteigert. Käufer der Grundstücke waren vermögende Einheimische. 1904 begannen die Bauarbeiten auf sechs der sieben Grundstücke; Hayes Court folgte 1910. St. Clair wurde durch die Magnificent Seven schlagartig zu einer exklusiven Wohngegend. Aufgrund der architektonischen Bedeutung des Ensembles für das Stadtbild wurden die meisten Gebäude gegen Ende des 20. Jahrhunderts von der Regierung aufgekauft, so dass sich heute nur noch ein Gebäude in Privatbesitz befindet. Die Gebäude haben weder einen einheitlichen Stil noch folgen sie in signifikantem Maße Stilvorgaben aus Bauepochen der damaligen Kolonialmächte. Vielmehr wurden existierende Baustile verschiedener Epochen frei adaptiert und an das ästhetische Empfinden und die klimatischen Verhältnisse der südlichen Karibikinseln angepasst.
An denjenigen Gebäuden, die sich in staatlichem Besitz befinden, werden in unregelmäßigen Abständen Renovierungsarbeiten durchgeführt. 2016 stellte die Regierung beispielsweise einen Fünf-Jahres-Plan für die Renovierung aller staatlichen Gebäude des Ensembles auf.

## Queen’s Royal College

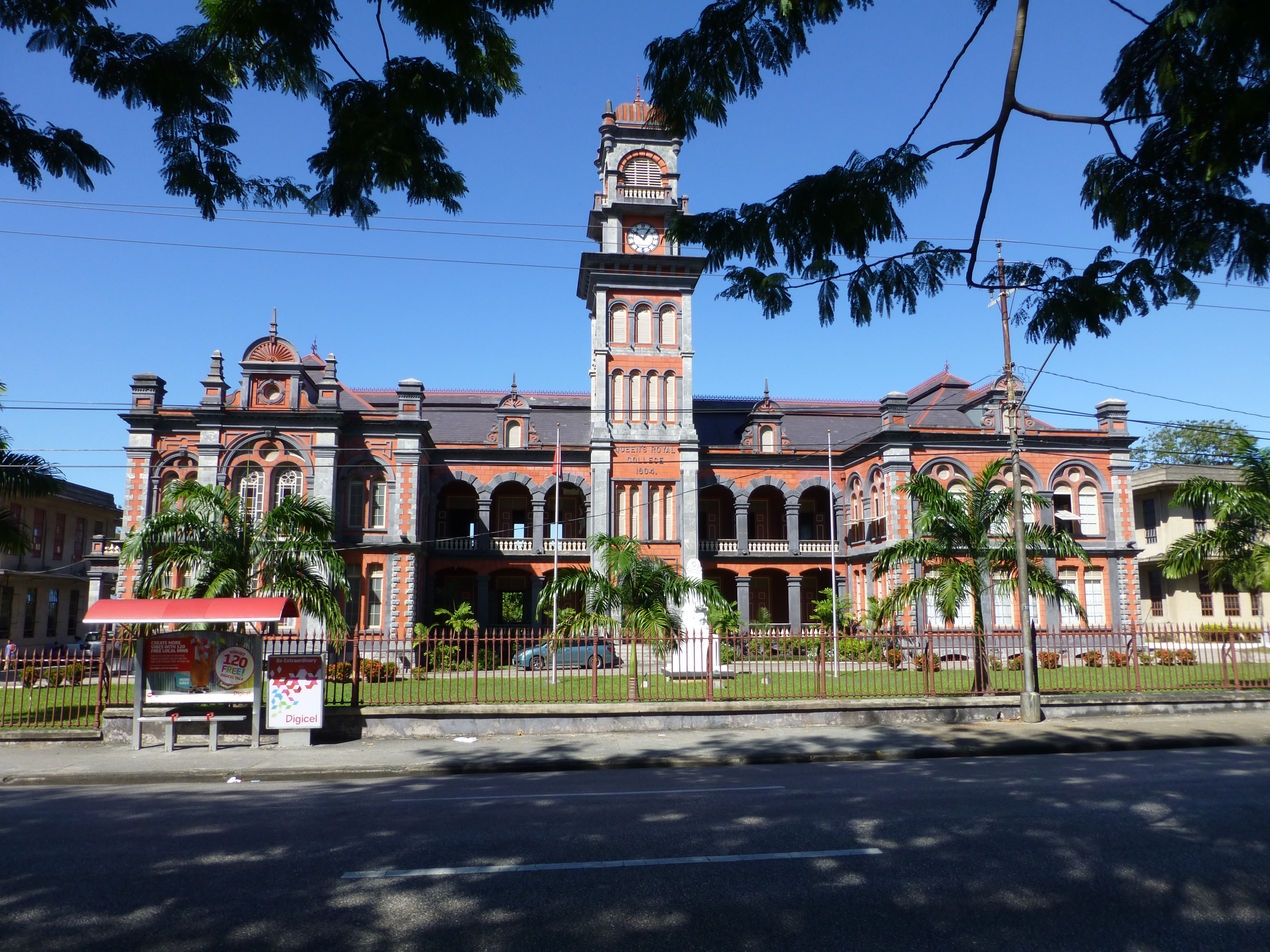
Queen’s Royal College

Das südlichste der sieben Gebäude ist die renommierteste Schule Trinidads, an der unter anderem V.S. Naipaul und Eric Williams zur Schule gingen. Das im Stil der Renaissance entworfene College, kurz „QRC“ genannt, wurde hauptsächlich vom deutschen Architekten Daniel Meinerts Hahn erbaut, der selbst ehemaliger QRC-Absolvent und hauptberuflich für das Department of Public Works tätig war und in dieser Eigenschaft auch für das trinidadische Parlamentsgebäude („Red House“) und das Royal Victoria Institute verantwortlich zeichnete. Die Grundsteinlegung erfolgte 1902 durch den damaligen britischen Gouverneur Trinidads, Courtney Knollys. Das QRC bestand unter dem Namen Queen’s Collegiate School bereits seit 1859, erhielt 1870 seinen heutigen Namen und residierte zunächst im Prince's Building in der Frederick Street und zog mit der Eröffnung im März 1904 durch den britischen Gouverneur Sir Alfred Maloney in sein heutiges Domizil. Ursprünglich standen für den Lehrbetrieb sechs Klassenräume für je 30 Schüler sowie ein Auditorium mit 550 Plätzen zur Verfügung, heute beherbergt das QRC etwa 1200 Schüler. Das Gebäude verfügt über einen auffälligen, 28 Meter hohen Glockenturm und zwei Flügeltrakte, die über Arkaden mit dem Mitteltrakt verbunden sind. Der Glockenturm wird auf etwa 20 Meter Höhe durch ein ausladendes Gesims optisch unterteilt; direkt darüber befindet sich eine 1913 angebrachte, Edward VII Memorial Clock benannte Uhr.

## Hayes Court

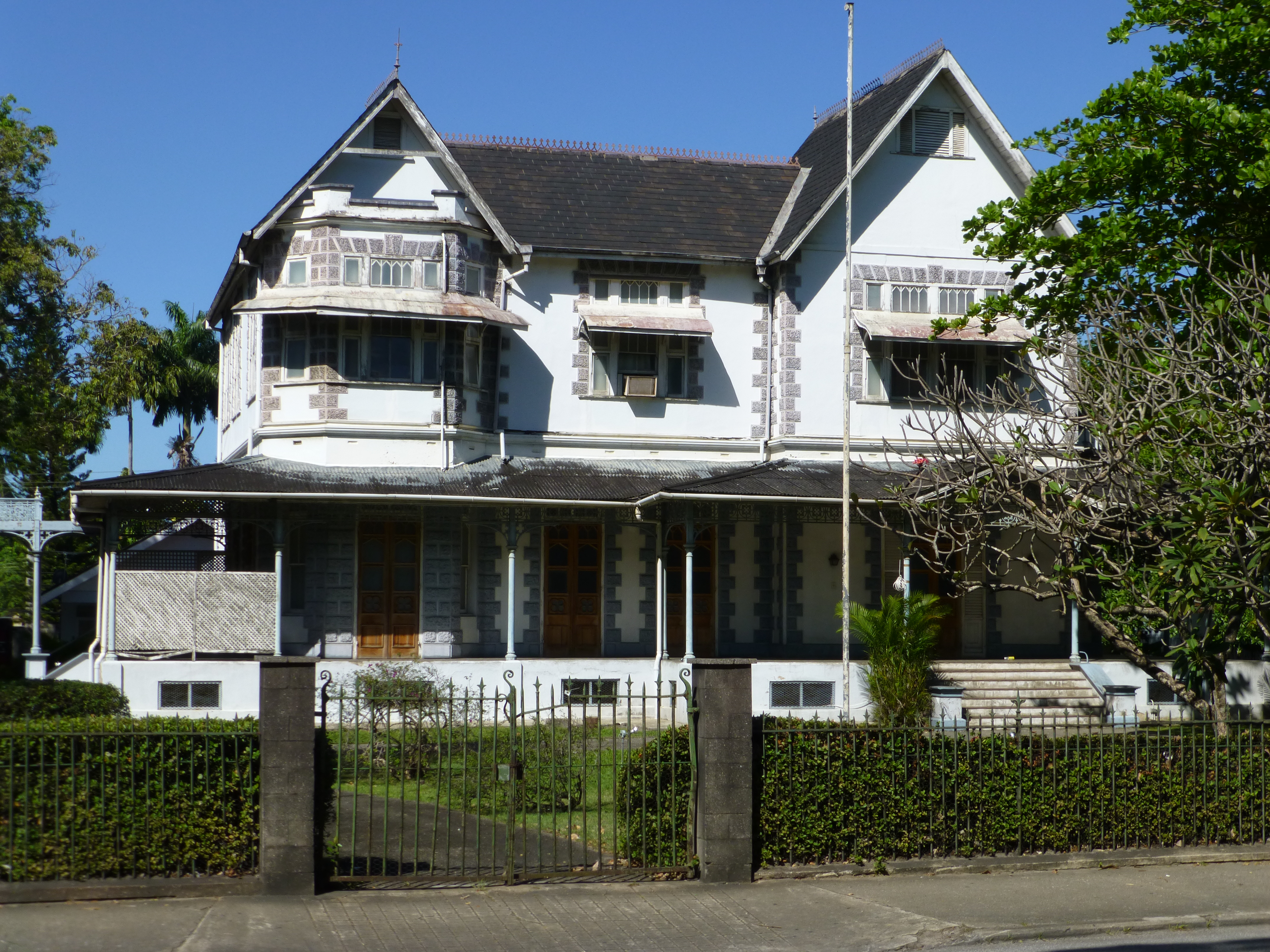
Hayes Court

Das von Süden aus gesehen zweite Gebäude des Ensembles ist der Sitz des anglikanischen Bischofs. Das Haus ist benannt nach James Thomas Hayes (* 1847, † 1904), dem zweiten anglikanischen Bischof von Trinidad und Tobago. Das Haus wurde 1910 von der Baufirma Taylor & Gillies unter dem Architekten George Brown in einer Mischung aus dem französischen und englischen Architekturstil seiner Zeit erbaut. Brown war auch Architekt des Nachbarhauses Mille Fleurs. Hayes Court wird seit der Erbauung kontinuierlich als Bischofssitz genutzt, mit Ausnahme der Amtszeit von Bischof Arthur Henry Anstey (1918–1945), der das Haus aus finanziellen Gründen an den französischen Konsul vermietete. Die Gelder wurden für den Unterhalt kirchlicher Schulen in Trinidad verwendet. Hayes Court ist im Vergleich zu den anderen Magnificent Seven architektonisch weniger auffällig, wird aber wegen seiner für George Brown typischen, gusseisernen Säulen und Brüstungen und der deutlich hervortretenden Giebel als beachtenswertes Beispiel kolonialer Architektur eingestuft. Die hintere Front des Hauses wurde im Laufe der Jahre erweitert, um Räumlichkeiten für Büros der Diözese zu schaffen.

## Mille Fleurs

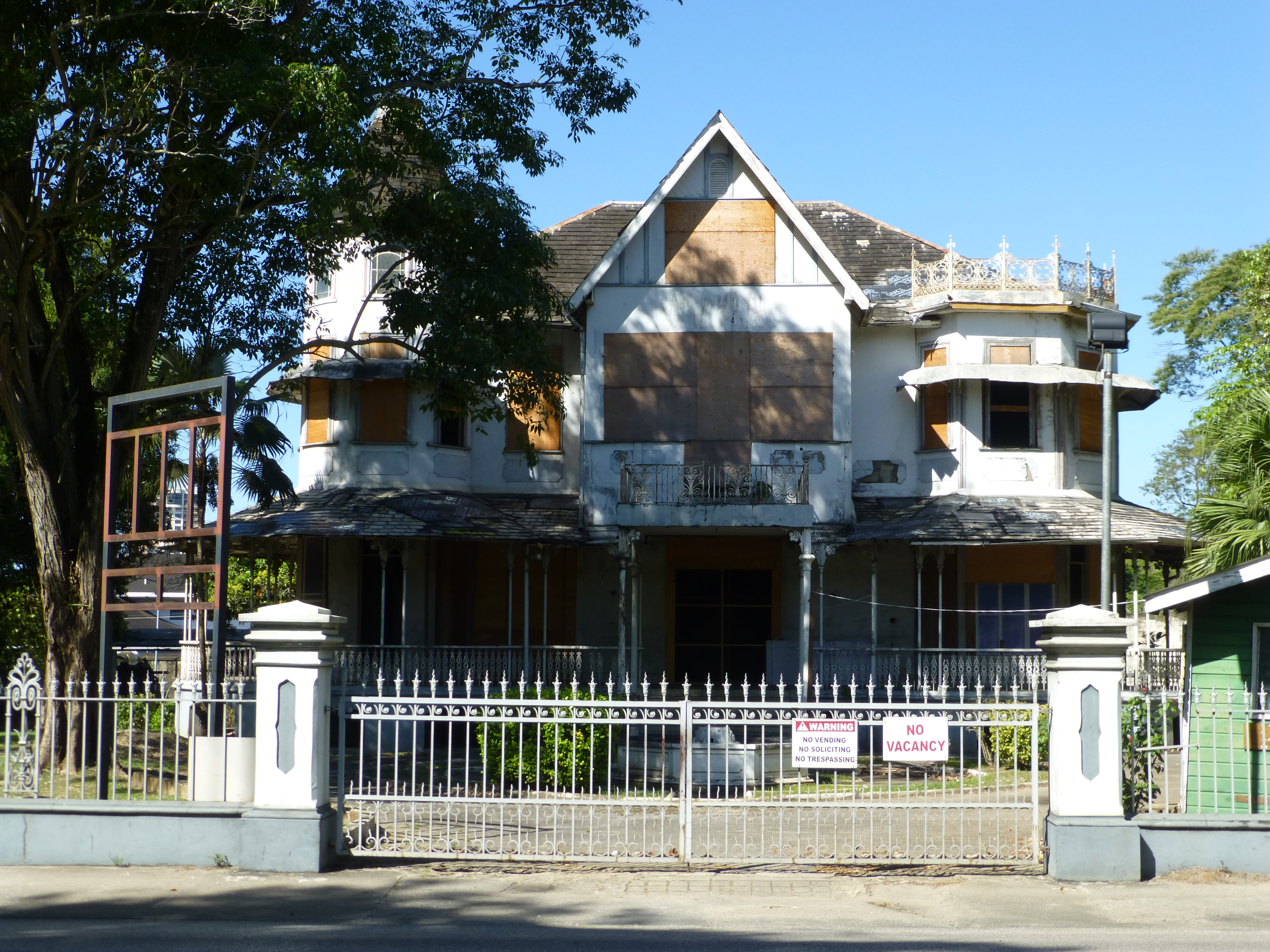
Mille Fleurs

Das dritte Gebäude war ursprünglich das Wohnhaus des aus Venezuela stammenden Arztes und von 1914 bis 1918 regierenden Bürgermeisters von Port of Spain, Henrique Prada, dessen Frau dem Haus seinen Namen gab. Architekt war der Schotte George Brown. Prada wohnte bis 1933 in Mille Fleurs und verkaufte das Haus dann an den aus Korsika stammenden Joseph Salvatori, der mit dem Kakaoanbau zu Geld gekommen war und sich nach dem Zusammenbruch des Kakaomarkts um 1930 erfolgreich als Kaufmann betätigte. Seine Familie residierte auch nach seinem Tod 1959 weiter in Mille Fleurs. Salvatoris Enkelin Mrs. Pierre Lelong zog dann aber nach Paris und verkaufte Mille Fleurs 1973 an den Kaufmann George Matouk, der es nie bewohnte. Nach langem Leerstand wurde das Gebäude 1979 von der Regierung für eine Million TT$ aufgekauft, um Räumlichkeiten für den Nationalen Sicherheitsrat bereitzustellen, was dann aber nie geschah. Mille Fleurs wird auch weiterhin nicht genutzt. Das Erdgeschoss ist von einer um das gesamte Haus herumreichenden, breiten Veranda umgeben. Mittig über dem Eingang ragt ein zweigeschossiger Anbau mit kleinem Wintergarten und Balkon über die Front des Hauses hinaus. Links davon bildet ein zweigeschossiger Turm mit Kegeldach den südöstlichen Abschluss des Gebäudes, rechts wird ein hexagonaler Erker von einer gusseisernen Balustrade gekrönt. In der Mitte der Einfahrt vor dem Haus befindet sich ein Springbrunnen mit zwei Figuren. Mille Fleurs befand sich jahrelang in einem fortgeschrittenen Stadium des Verfalls. Eine Renovierung unter Federführung mehrerer Ministerien wurde ab Anfang der 2010er-Jahre geplant und 2020 mit der Übergabe des Gebäudes an den National Trust abgeschlossen.

## Roomor

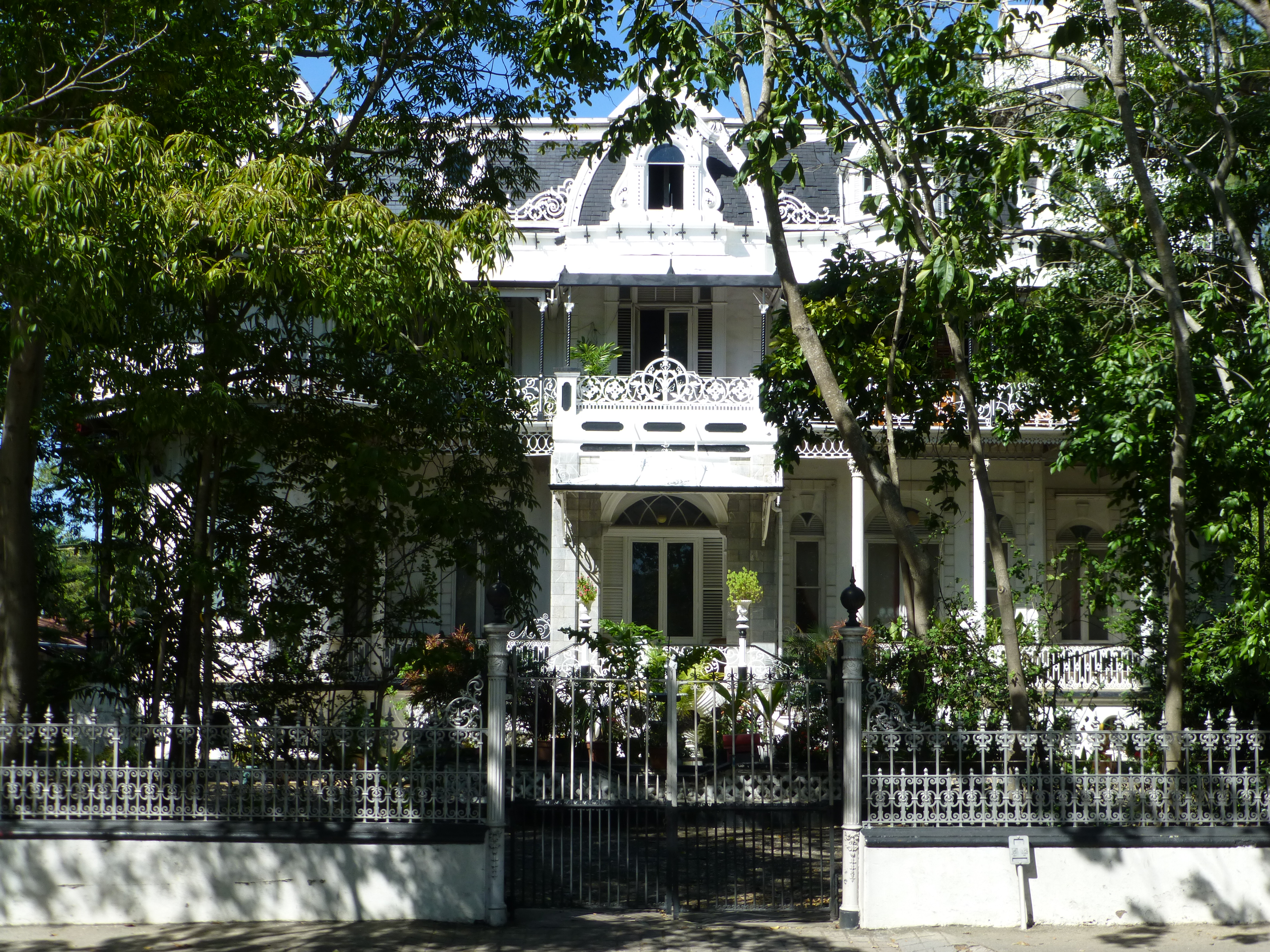
Roomor

Das vierte Gebäude, auch als Ambard's House bekannt, wurde vom Kakaoplantagenbesitzer Lucien F. Ambard in Auftrag gegeben und vom Architekten George Brown im französischen Barockstil der Kolonialzeit erbaut. Ambard ließ im und am Gebäude extra hierfür importierten, italienischen Marmor und Fliesen aus Frankreich verbauen, das Holz für den Bau stammte aus Erin in Siparia im äußersten Südwesten Trinidads. Er bewohnte das Haus bis 1919, als seine Hypothek vom Bankhaus Gordon Grant & Company zwangsvollstreckt wurde. Der nächste Eigentümer, Pointz MacKenzie, ging 1923 bankrott, und wieder fiel das Haus an Gordon Grant, die es von 1925 bis 1940 an den aus Guyana stammenden Kinomogul William Pettigrew Humphrey vermieten konnten. 1940 wurde das Haus von Timothy Roodal aus Fyzabad erworben, einem ebenfalls im Kinogewerbe tätigen Geschäftsmann und politischen Weggefährten von Uriah Butler. Das Gebäude befindet sich noch heute im Besitz von Roodals Familie und wurde von seiner Enkelin, Yvonne Morgan, nach den Anfangsbuchstaben ihres und ihres Großvaters Nachnamen „Roomor“ benannt. Es hat eine Vielzahl von Kuppeln, Erkern und Balkonen mit verschnörkelten, schmiedeeisernen Geländern. Die gusseisernen Säulen, die den Balkon rund um das erste Stockwerk tragen, stammen von der britischen Firma Braithwaites und wurden von dieser jahrelang in ihren Katalogen abgebildet. Es ist als einziges der Magnificent Seven in Privatbesitz und bedarf, da es fast komplett aus Holz erbaut ist, stetiger Renovierungen.

## Archbishop's Palace

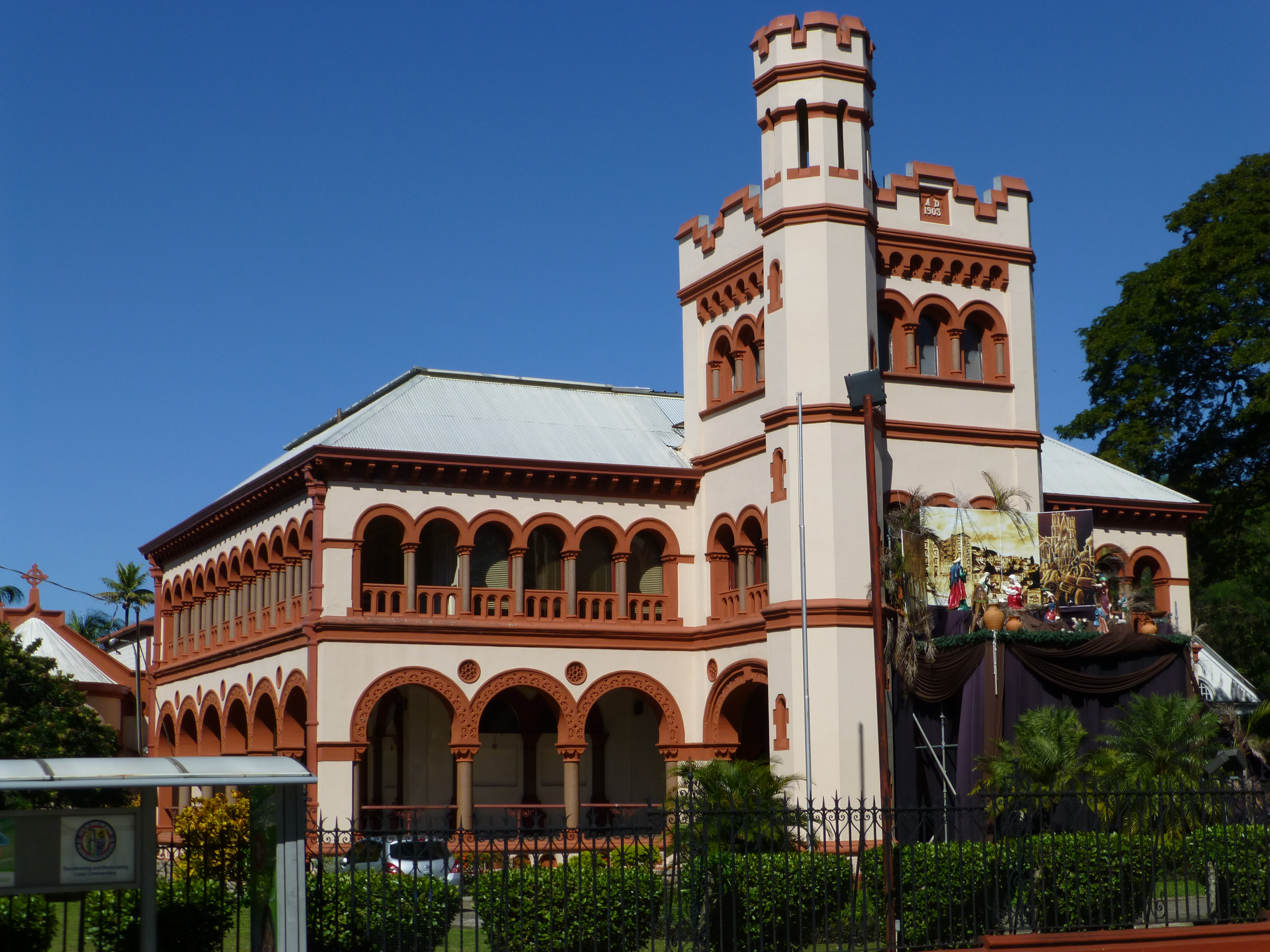
Archbishop's Palace

Das fünfte Gebäude, auch Archbishop's House genannt, ist der offizielle Sitz des römisch-katholischen Erzbischofs von Port of Spain. Vor dem Bau des Hauses im Jahr 1904 residierte der jeweilige Erzbischof im Kloster St. Joseph's in der Pembroke Street im Stadtteil Uptown. Bauherr und erster Bewohner des neuen Gebäudes war Erzbischof Patrick Vincent Flood, nach dem die einzige die Magnificent Seven schneidende Querstraße benannt wurde. Architekt des Archbishop's Palace war, wie bei vielen Prachtbauten Port of Spains dieser Zeit, der Ire George Brown. Das Gebäude im neuromanischen Stil wurde mit rotem Granit und irischem Marmor gebaut. Auffälligstes Baumerkmal ist ein Turm mit Erkerturm. Die Fenster des Turms haben halbkreisförmige Bögen, nach oben wird er von einer mit Zinnen bewerten Brüstung abgeschlossen. Der Erkerturm verfügt über Schießscharten. Durch diese Gestaltungsmerkmale erhält das Gebäude insgesamt ein etwas mittelalterliches Äußeres mit Anklängen an die mittelalterliche byzantinische Architektur. Die halbrunden Bögen setzen sich in Arkaden im Erdgeschoss und im ersten Stock fort; im letzteren bilden sie eine Galerie rund um das Gebäude. An der südwestlichen Ecke des Grundstücks befindet sich eine kleine Kapelle, die der heiligen Klara geweiht ist. Für die Inneneinrichtung des Gebäudes wurden importierter Marmor, Grünherz- und Zedernholz verwendet. 1968 wurde der Archbishop's Palace unter Federführung des Architekten Sonny Sellier renoviert, wobei die ursprüngliche Innenarchitektur massiv verändert wurde.

## Whitehall

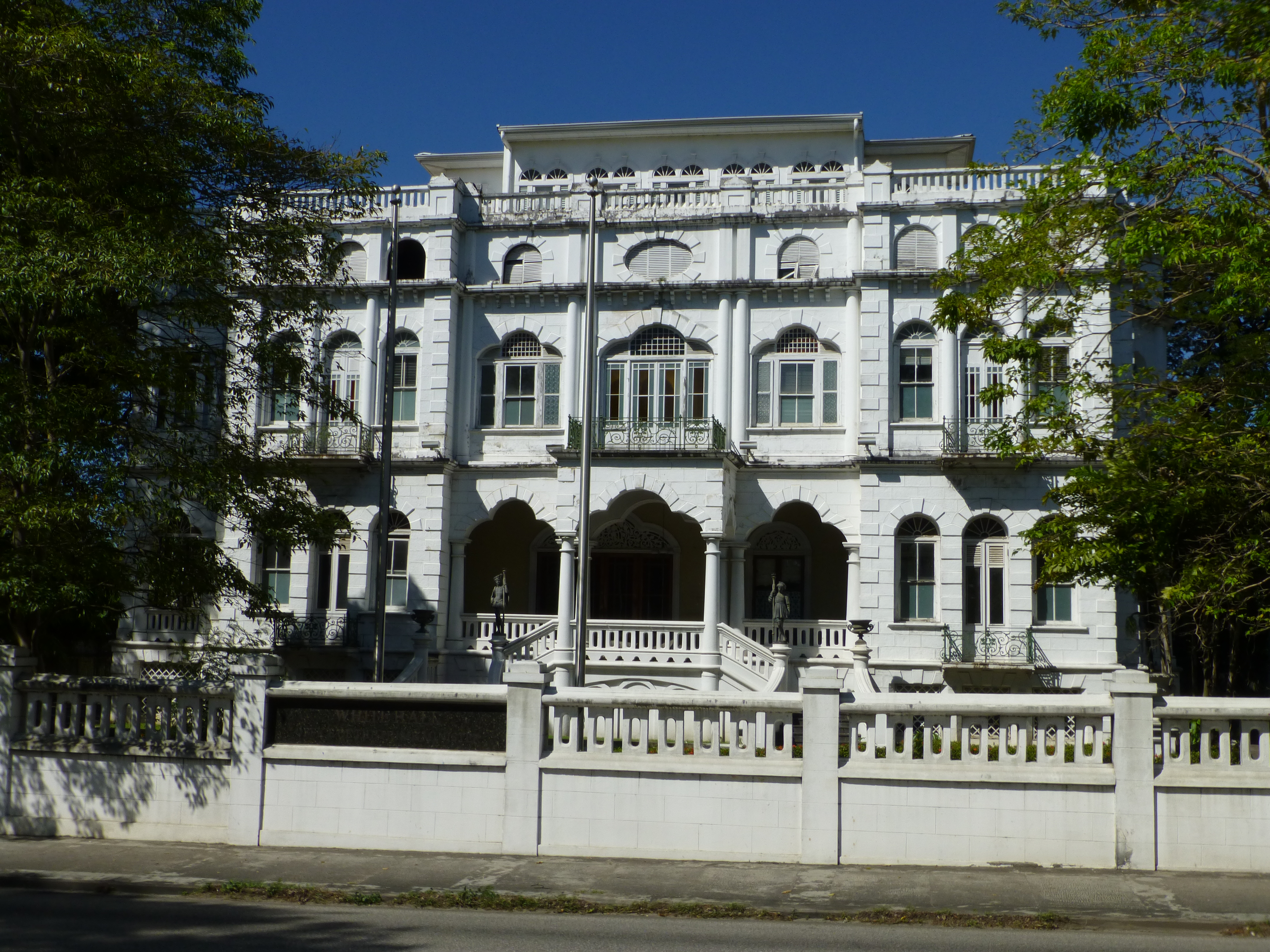
Whitehall

Das sechste Gebäude wurde vom aus Korsika stammenden Kakaoplantagenbesitzer Joseph Léon Agostini erbaut. Es ist das in puncto Wohnfläche größte Gebäude der Magnificent Seven und erinnert in seinem Stil an venezianische Paläste; für den Bau wurde weißer Korallensandstein aus Barbados importiert. Agostini ließ das Gebäude allerdings roséfarben anstreichen und gab ihm den deutschen Namen „Rosenweg“, der als Alternativname heute noch vereinzelt in Gebrauch ist. 1906, nach Agostinis überraschendem Tod, musste seine Familie das stark mit Hypotheken belastete Haus an den Geschäftsmann Robert Henderson verkaufen, der es weiß streichen und ihm seinen heutigen Namen geben ließ. 1940 beschlagnahmte das US-Militär mit Zustimmung der britischen Kolonialherren das Gebäude, nutzte es für Verwaltungszwecke und übergab es erst 1944 zurück. Für die folgenden zehn Jahre wurde das Gebäude an das British Council vermietet und fungierte in der Folge als Kulturzentrum, in dem unter anderem die Schauspielgruppe Whitehall Players, die Trinidad Art Society und die Government Broadcasting Unit residierten, außerdem war die Verwaltung der Trinidad Central Library im Gebäude untergebracht. 1954 wurde es von der Regierung aufgekauft. 1958 diente das Gebäude als Sitz der Interimsregierung der kurzlebigen Westindischen Föderation. Von 1961 bis 1986 und von 1999 bis 2009 diente Whitehall als Amtssitz des Premierministers. Seitdem steht das Gebäude leer. 2001 diente es als Drehort der Verfilmung des Naipaul-Romans The Mystic Masseur. Flügeltreppen führen zur von zwei bronzenen Wächterstatuen flankierten Eingangsveranda, die zur Front von maurischen Bögen abgeschlossen wird. Den größten Teil des dritten Stockwerks bildet eine von einer Balustrade umschlossene Dachterrasse, in deren Mitte in „Blue Room“ benannter Pavillon errichtet ist. Das Gebäude ist, was für historische Gebäude Port of Spains eine absolute Ausnahme darstellt, unterkellert; im Keller befinden sich Küche und Vorratskammer, Räume für das Personal sowie ein Weinkeller.

## Stollmeyer's Castle

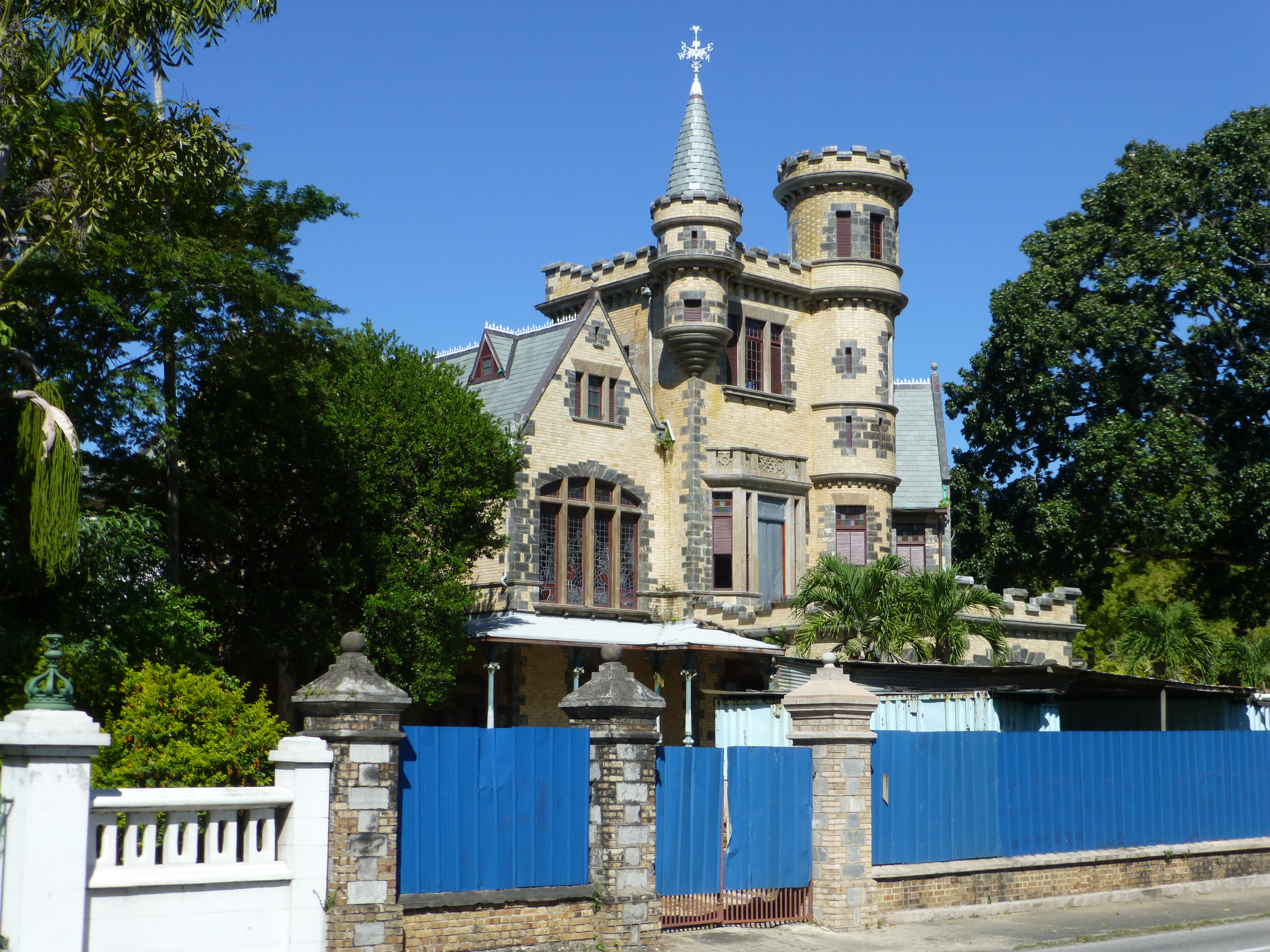
Stollmeyer's Castle

Das siebte, nördlichste und älteste Gebäude der Magnificent Seven, das auch als Killarney bekannt ist, wurde 1904 vom schottischen Architekten Robert Gillies von der Baufirma Taylor and Gillies für den deutschstämmigen Industriellen Charles Fourier Stollmeyer erbaut. Stollmeyer war ein Pionier der Asphaltindustrie auf Trinidad. Er selbst wohnte nie in Stollmeyer's Castle, sondern schenkte es seinem Sohn Charles Conrad Stollmeyer zu dessen Hochzeit; der Name „Killarney“ wurde dem Haus von Charles Conrads Ehefrau gegeben. Von 1940 bis 1944 wurde das Gebäude wie das Nachbarhaus vom US-Militär beschlagnahmt, in dieser Zeit bürgerte sich der Name „Stollmeyer's Castle“ ein. Bis 1972 blieb das Haus in Familienbesitz, dann wurde es an den Versicherungsmakler Jesse Henry Mahabir verkauft, der es 1979 an die Regierung weiterverkaufte. Stilistisches Vorbild für den Entwurf war Balmoral Castle, die Sommerresidenz der britischen Königin. Die Mauern bestehen aus importierten, blassgelben Ziegeln, die mit einheimischem, blaugrauem Kalkstein verziert sind. Die offene Veranda rund um das Erdgeschoss ist mit italienischem Marmor ausgelegt. Die gusseisernen Säulen, die die Dächer der Veranda tragen, sind mit Pferdemotiven verziert. Der nordöstliche Flügel mit holländischem Spitzdach ist ungewöhnlicherweise nicht wie der Rest des Hauses zur Straße im Osten, sondern nach Nordosten hin ausgerichtet.